# 列比亞日耶湖
列比亞日耶湖是俄羅斯的湖泊，位於鄂木斯克州和新西伯利亞州接壤的邊境，處於切尼湖以西約80公里，面積12.5平方公里，湖水略帶鹹味。
54°47′N 75°31′E / 54.78°N 75.52°E